# Andernach (stacja kolejowa)
Andernach – stacja kolejowa w Andernach, w kraju związkowym Nadrenia-Palatynat, w Niemczech. Według klasyfikacji Deutsche Bahn posiada 3 kategorię. Znajdują się tu 2 perony.